# Кудрявцева Наталія Борисівна
Кудрявцева Наталія Борисівна (нар. 18 жовтня 1949; Київ) — українська акторка, педагог. Заслужена артистка України (1992). Закінчила Київський інститут театрального мистецтва ім. Карпенка-Карого у 1971 р. (Курс М. Рушковського). Грала 1972–1980 в Одеському драматичному театрі; 1980–1996 — театрі «Золоті ворота»; З 1 січня 1998 р. служить в Київському національному  академічному драматичному театрі ім. Лесі Українки. Викладає у Київському університеті театру, кіно і телебачення з 1991. З 2007 доцент кафедри акторського мистецтва та режисури драми. 

## Ролі в театрі
- «Пані міністерша», Тітка Савка, 2001
- «Вовки і вівці», Анфуса Тихоновна, 2003
- «Як важливо бути серйозним», Міс Призм, 2006
- «Янголятко, або Сексуальні неврози наших батьків», мати Шефа, 2009
- «Д-р», Пані Протич, 2013
- «Дивний випадок із собакою у нічний час», Місіс Александер, 2018
- «Танго», Євгенія, 2024
- «Мина Мазайло», Тьотя Мотя, 2024
- «Каліка з острова Інішмаан», Матуся О'Дугал, 2020

## Ролі в кіно
Зіграла в понад 40 фільмах та серіалах. Серед  найпопулярніших: «Папік-2», «Центральна лікарня», «За двома зайцями», «Таємне кохання», «Не жіноча праця», «Мементо морі».